# Kalinine K-12
Le Kalinine K-12 était un avion bombardier développé par l'Union soviétique dans les années 1930.

## Conception
Également appelé Kalinine BS-2 ou Zhar-Ptitsa (en russe: Жар-птица, signifiant "oiseau de feu"), ses premiers plans apparaissent en 1933 à l'usine d'aviation de Kharkov, elle est alors dirigée par Konstantin Kalinine (en). Le corps de l'avion est conçu en tube d’acier soudé avec un revêtement en tissu et est peint de manière à représenter un oiseau.
La forme de l'engin était novateur dans l'URSS mais le quartier général de l’armée de l’air et Bureau central de conception de TsAGI s'y opposent fortement à cette idée. En mai 1933, Sergueï Iliouchine fait un rapport du K-12:
«Les avions de ce schéma n’ont pas été testés par une expérience. [...]. Il n’y a aucune information sur la contrôlabilité de cet avion.
Les purges effectuées au TsAGI lors des études aérodynamiques montrent une très faible efficacité de la conception de tels ailerons. Par analogie avec ces purges, on peut s’attendre à une détérioration de l’efficacité de la queue horizontale située sous le bord du bord de fuite.
Le Bureau central d’études estime qu’un avion de cette conception est purement expérimental et qu’il n’est donc pas opportun de construire immédiatement un avion de gros tonnage [...]. Il est nécessaire d’effectuer des purges en soufflerie et, en cas de résultats favorables, de construire un avion avec un moteur de 75 à 100 ch. pour des essais expérimentaux.»

En 1934, une maquette ayant les caractéristiques du K-12 est testée par le pilote V.O. Borisov. L'avion est finalement construit en 1936 et réussit son test de vol en automne. Ce concept est présenté à Tushino en août 1937, cependant Konstantin Kalinine (en) est déclaré ennemi de l’État soviétique, il est arrêté plus tard et exécuté, mettant fin au projet.